# Оук Хил (Алабама)
Оук Хил (енгл. Oak Hill) град је у америчкој савезној држави Алабама. По попису становништва из 2010. у њему је живело 26 становника.

## Демографија
Према попису становништва из 2010. у граду је живело 26 становника, што је 11 (29,7%) становника мање него 2000. године.
| Група             | 2000.      | 2010.      |
| Белци             | 13 (35,1%) | 8 (30,8%)  |
| Афроамериканци    | 24 (64,9%) | 18 (69,2%) |
| Азијати           | 0 (0,0%)   | 0 (0,0%)   |
| Хиспаноамериканци | 0 (0,0%)   | 0 (0,0%)   |
| Укупно            | 37         | 26         |